# Galna Dagar

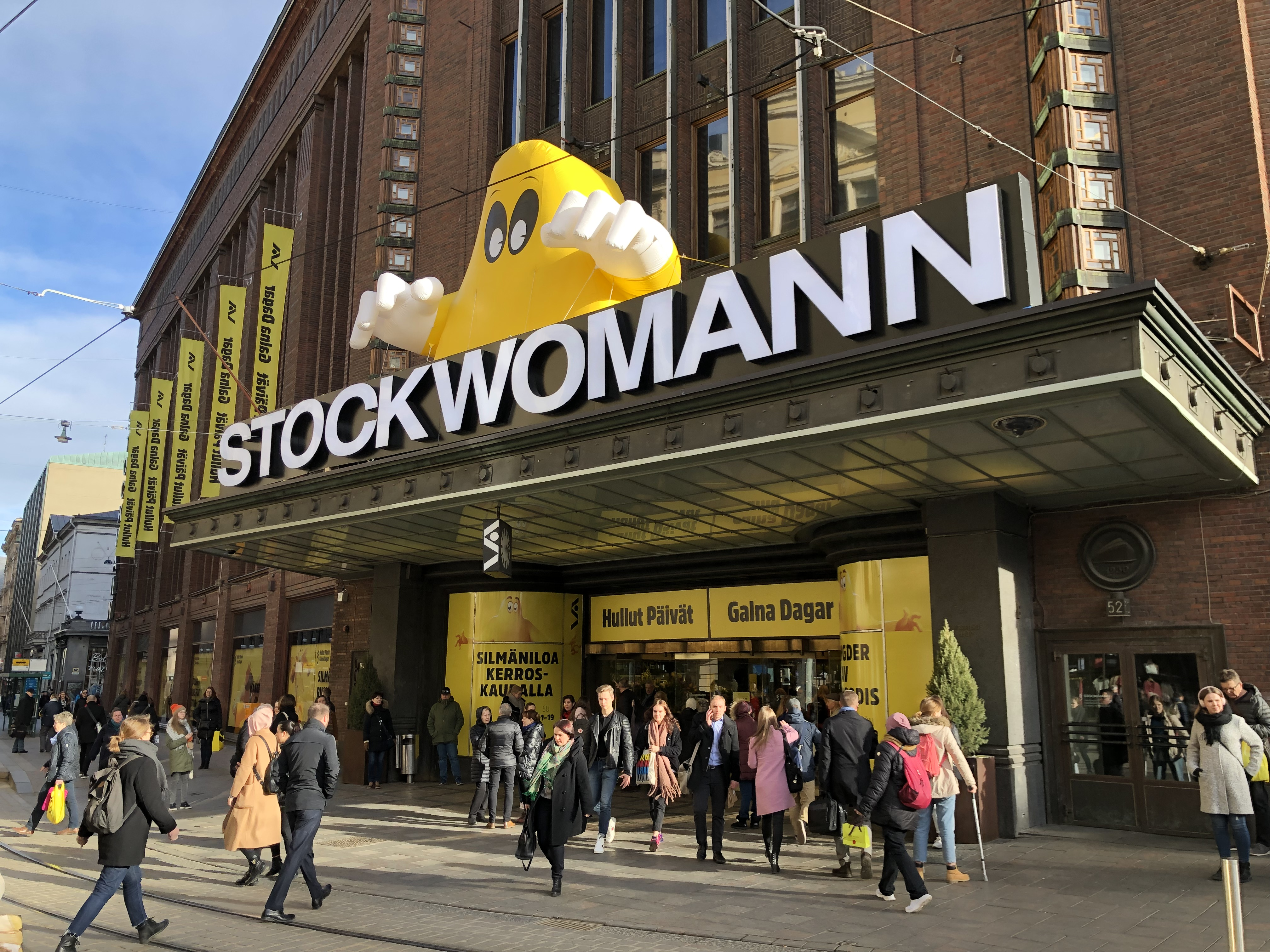
Stockmann i Helsingfors centrum under Galna Dagarna

Galna Dagar (på finska: Hullut Päivät) är en försäljningskampanj som arrangeras i Stockmanns varuhus. 

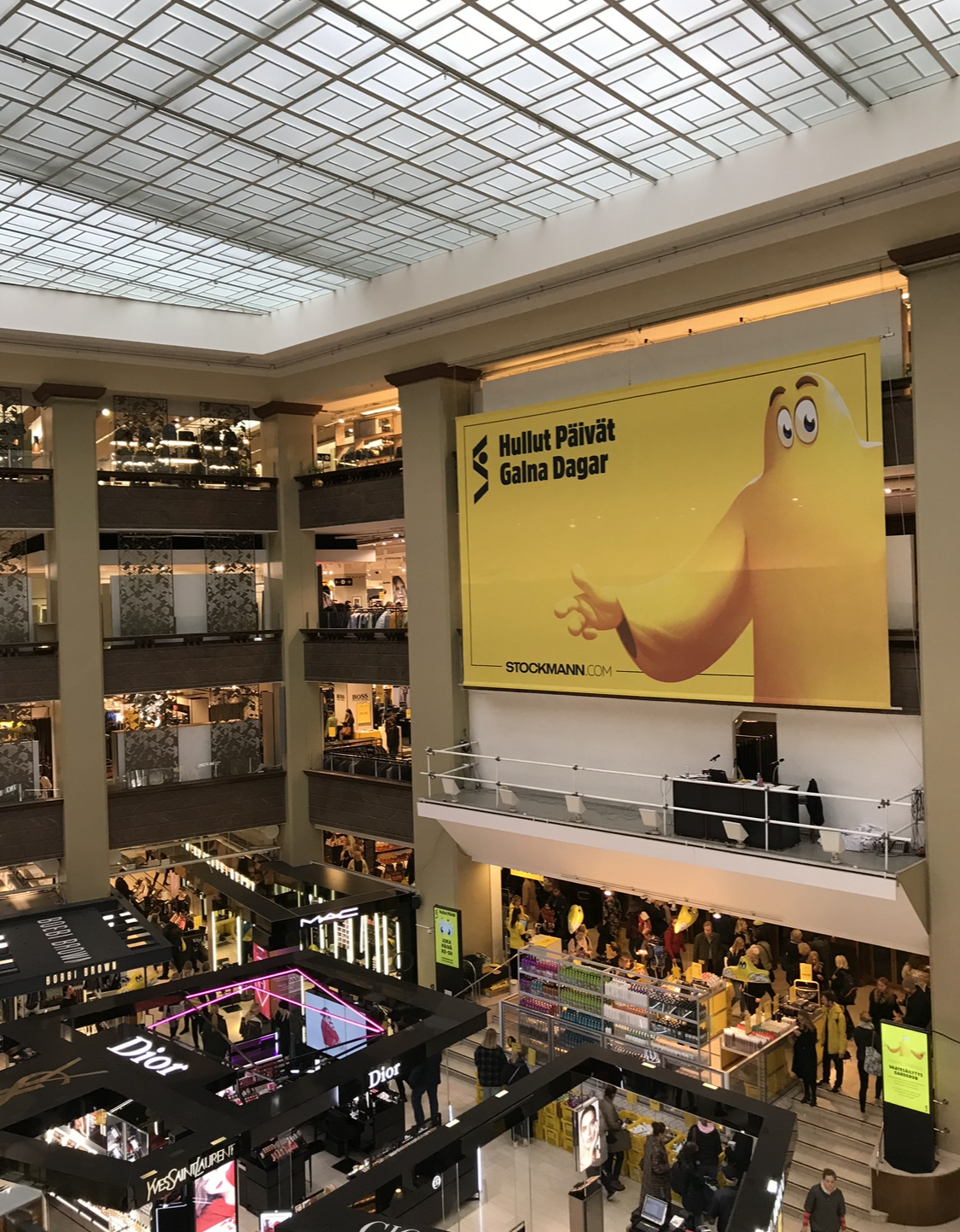
Galna Dagar i Helsingfors centrums varuhus.

Kampanjen är inte en realisation, utan Stockmann tar in produkter de inte normalt har till försäljning och säljer dem billigare än de normalt kostar. Även Akademiska bokhandeln, som tidigare ägts av Stockmann-koncernen, arrangerade Galna Dagar. Kampanjens färger är gult och svart och gatorna kring Stockmann fylls snabbt med de karaktäristiska gula kassarna då tusentals människor gjort uppköp. 
De första Galna Dagarna ordnades i Stockmanns varuhus i Åbo år 1986 och nuförtiden återkommer de två gånger per år, i april och oktober, i alla Stockmanns varuhus. Kampanjen pågar fem dagar från onsdag till söndag och lockar hundratalstusen kunder till Stockmanns olika varuhus. En betydande del av Stockmanns omsättning uppkommer under de tio dagar per år som Galna Dagarna pågår.